# Ghoriba
Il ghoriba (in arabo غريبة‎?) è un dolce tipico del Maghreb, a base di farina, zucchero, burro e mandorle che accompagna tradizionalmente il tè alla menta.